# Facultad de Ingeniería Aeroespacial

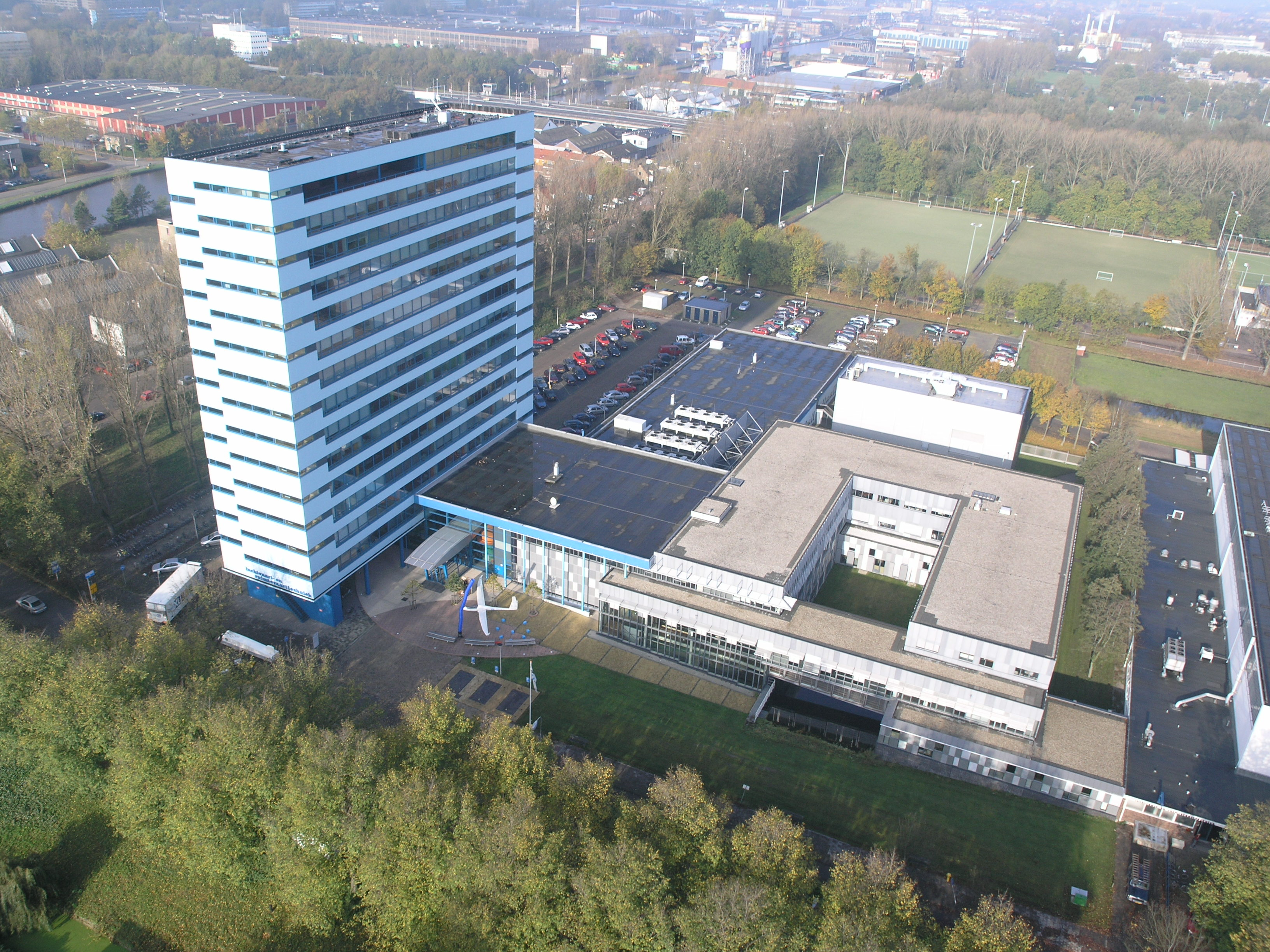
La Facultad de Ingeniería Aeroespacial vista desde el cielo.

La Facultad de Ingeniería Aeroespacial de la Universidad Técnica de Delft en los Países Bajos surge de la fusión de dos disciplinas interrelacionadas: la ingeniería aeronáutica y la ingeniería espacial. La ingeniería aeronáutica trata los temas relacionados con aeronaves o aeronáutica. La ingeniería astronáutica trabaja específicamente con vehículos espaciales o astronáutica. En la Facultad de Ingeniería Aeroespacial ambos campos son tratados en paralelo a otras disciplinas como la energía eólica. 

## Descripción
La Facultad de Ingeniería Aeroespacial es la mayor de las ocho facultades de la Universidad Técnica de Delft (TU Delft) y es una de las facultades aeroespaciales más grandes del norte de Europa. Además, es la única institución que lleva a cabo formación e investigación directamente relacionada con la ingeniería aeroespacial en los Países Bajos.
A lo largo del tiempo, la Facultad se ha adaptado a las crecientes demandas de la industria aeroespacial ampliando sus instalaciones y laboratorios. En la actualidad, la Facultad posee un alumnado de aproximadamente 2300 estudiantes de grado y posgrado, un equipo docente de 237 profesores y 181 estudiantes de doctorado
Alrededor del 34% de los estudiantes proviene del exterior de los Países Bajos 

En el año 2022, la TU Delft obtuvo la 5.ª posición de los QS World University Rankings en la modalidad de “Ingeniería y Tecnología”. En 2012, la TU Delft se situó en la 33.ª posición en la categoría de "Ingeniería Mecánica y de Producción" de los QS World University Rankings. En 2013, siendo esta categoría ampliada a “Ingeniería Mecánica, Aeronáutica y de Producción”, la TU Delft logró la 18.ª posición mundial y la 6.ª a nivel europeo.

## Investigación
Las actuales áreas de investigación comprenden materiales aeroespaciales innovadores, velocimetría por imagen de partículas, CubeSat y muchas otras. Hoy en día existen diez cátedras de investigación agrupadas en cuatro departamentos:
- Aerodinámica, Energía Eólica, Aerodinámica, Rendimiento en Vuelo y Propulsión (AWEP)
- Control y Operaciones (C&O)
- Estructuras y materiales aeroespaciales (ASM)
- Ingeniería Espacial (SpE)

## Instalaciones

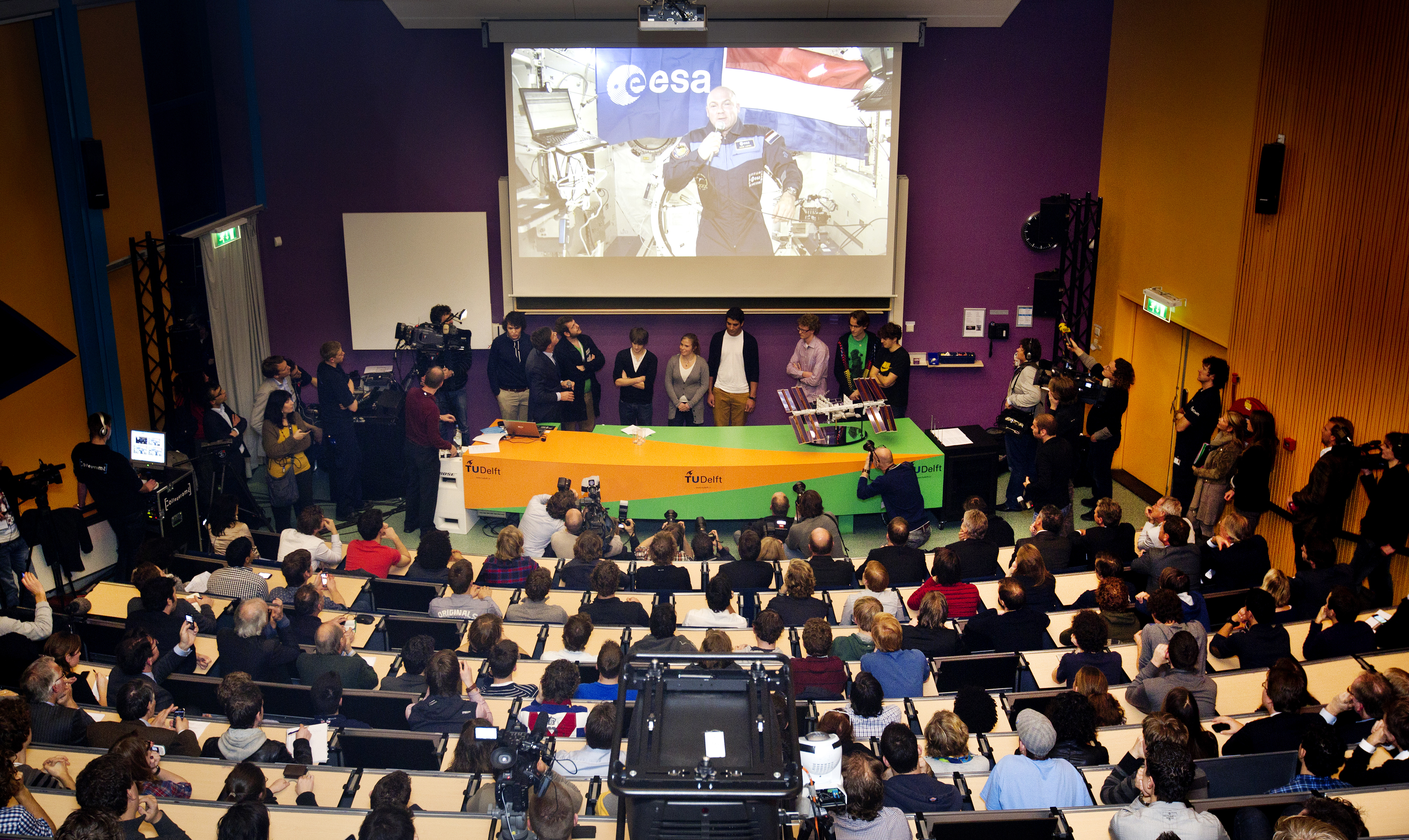
El primer ministro Rutte habla con estudiantes de la Universidad Técnica de Delft a través de una conexión de vídeo en directo con el astronauta André Kuipers. La conexión por vídeo con la Estación Espacial Internacional se realiza en la Facultad de Ingeniería Aeroespacial de la TU Delft.

Existen numerosos laboratorios y complejos de experimentación dedicados a la investigación y la formación. Las instalaciones incluyen túneles de viento supersónicos, hipersónicos y subsónicos; un simulador de navegación de alta sensibilidad, y un laboratorio de experimentación de materiales. Estas instalaciones hacen posible llevar a cabo experimentos en campos como la interacción hombre-máquina, control de vuelo, estructuras y materiales, aerodinámica, simulación, movimiento y navegación. La facultad cuenta además con un jet Cessna Citation transformado en un verdadero laboratorio volante singular en sus características. El Citation es usado para investigación pero también para fines formativos. Su diseño interior modulable permite alternar rápidamente las misiones de investigación con los vuelos educativos con estudiantes. El simulador de vuelo Simona es una de las instalaciones más notables de la facultad. Puede ser programado para simular cualquier aeronave conocida, pero también para reproducir las características de diseños nuevos. Su singular construcción ligera le permite además realizar movimientos con alto grado de realismo. El simulador es usado para la investigación y es objeto de estudio en algunas de las tesis de estudiantes de máster.

## Cooperación nacional e internacional
La Facultad juega un papel importante en organizaciones como la NLR Instituto Nacional Aeroespacial, la Agencia Neerlandesa para Programas Aeroespaciales y la Organización Neerlandesa para la Investigación Científica Aplicada. Además, la colaboración con numerosas empresas internacionales a través de diversos grupos de investigación en el extranjero y en los Países Bajos asegura el posicionamiento de la Facultad en la vanguardia de los últimos descubrimientos de la industria aeroespacial. La Facultad es miembro de PEGASUS, la red europea de universidades aeroespaciales de excelencia. Asimismo, participa en intercambios de estudiantes y profesores a través de los programas SÓCRATES/ERASMUS y numerosos acuerdos con otras universidades. La facultad posee también un puesto destacado en la IDEA League (formada por los siguientes institutos y universidades: Delft, ETH, Aachen, Chalmers).